# پوکا رانرا (آپوریماک-ایاکوچو)
پوکا رانرا (به اسپانیایی: Puka Ranra) یک کوه در پرو است که در منطقه آیاکوچو واقع شده‌است. پوکا رانرا ۵٬۰۰۰ متر بالاتر از سطح دریا واقع شده‌است.